# Paul Kramer
Pour les articles homonymes, voir Kramer.
Matthias Paul Kramer (né le 3 décembre 1842 à Berlin - mort le 30 octobre 1898 à Magdebourg) est un arachnologiste prussien. Il a étudié essentiellement les acariens.
Il est le fils du philologue Gustav Kramer.

## Taxons créés
- Prostigmata
- Eremaeidae (en)
- Raphignathidae (nl)
- Smarididae (en)
- Tarsonemidae
- Tydeidae
- Uropodidae

## Publications
- Kramer, 1875 : Beiträge zur Naturgeschichte der Hydrachniden, in: Archiv f. Naturgesch., 41, 1, 263-332
- Kramer, 1876 : Beiträge zur Naturgeschichte der Milben, ebda. 42, 1, 28-45
- Kramer, 1876 : Zur Naturgeschichte einiger Gattungen aus der Familie der Gamasiden, ebda. 42, 1, 46-105
- Kramer, 1876 Eine Bemerkung über ein Räderthier aus der Familie der Asplanchneen, ebda. 42, 1, 179-182
- Kramer, 1876 : Die Familie der Bdelliden I, ebda. 42, 1, 183-196
- Kramer, 1876 : Über Dendroptus, ein neues Milbengeschlecht, ebda. 42, 1, 197-208
- Kramer, 1877 : Nachträgliche Bemerkungen über Milben, ebda., 43, 1, 55-56
- Kramer, 1877 : Grundzüge zur Systematik der Milben, ebda., 43, 1, 215-247
- Kramer, 1877 : Zwei parasitische Milben des Maulwurfs, ebda, 43, 1, 248-259
- Kramer, 1877 : Reflexionen über die Theorie, durch welche der Saison-Dimorphismus bei den Schmetterlingen erklärt wird, ebda, 43, 1, 411-419
- Kramer, 1878 : Beiträge zur Naturgeschichte der Milben, in: Zschr. f. die ges. Naturwiss., 51, 519-561
- Kramer, 1879 : Neue Acariden, in: Archiv f. Naturgesch., 45, 1, 1-18
- Kramer, 1879 : Über die Milbengattungen Leptognathus Hodge, Raphignatus Dug., Caligonus Koch und die neue Gattung Cryptognathus, ebda., 45, 1, 2, 142-157
- Kramer, 1880 : Über die postembryonale Entwicklung bei der Milbengattung Glyciphagus, ebda., 46, 102-110
- Kramer, 1881 : Über die Prinzipien der Klassifikation bei den Gamasiden, ebda., 47, 639-642
- Kramer, 1881 : Über Milben, in: Zschr. f. die ges. Naturwiss., 54, 417-452
- Kramer, 1882 : Über die Segmentierung bei den Milben, in: Archiv f. Naturgesch., 48, 1, 178-182
- Kramer, 1882 : Über Tyroglyphus carpio, eine neue Art der Gattung Tyroglyphus Latr., ebda., 48, 1, 185-186
- Kramer, 1882 : Über Gamasiden, ebda., 48, 1, 374-434
- Kramer, 1882 : Versuche von Dr. Braun in Dorpat, in: Zschr. f. die ges. Naturwiss., 55, 274
- Kramer & Carl Neumann, 1883 : Acariden, während der Vega-Expedition eingesammelt, bestimmt und beschrieben, in: Vega-Expeditionens vetensk. Jakttagelser, 3, Stockholm, 519-532
- Kramer, 1886 : Über Milben, I. Zur Kenntnis einiger Gamasiden; II. Neue Milben aus anderen Familien, in: Archiv f. Naturgesch., 52, 1, 241-268
- Kramer, 1889 : Über das Hydrachnidengenus Anurania Neum., in: Zool. Anz., 12, 317, 499
- Kramer, 1890 : Zur Entwicklung der Hydrachniden, ebda., 13, 341, 427-428
- Kramer, 1891 : Über die Typen der postembryonalen Entwicklung bei den Acariden, in: Archiv f. Naturgesch., 57, 1, 1-14
- Kramer, 1891 : Die Hydrachniden (Wassermilben), in: Otto Zacharias (Hrsg.), Die Tier- und Pflanzenwelt des Süßwassers, Einführung in das Studium derselben, Einführungsband, Bd. 1 u. 2, Leipzig, Weber
- Kramer, 1892 : Zur Entwicklungsgeschichte und Systematik der Süßwassermilben, in: Zool. Anz., 15, 389, 149
- Kramer, 1893 : Über die verschiedenen Typen der sechsfüßigen Larven bei den Süßwassermilben, in: Archiv f. Naturgesch., 59, 1, 1-24
- Kramer & Neumann,1893 :Acariden, während der Vega-Expedition eingesammelt, in: Nordenskiöld, Die wiss. Ergebnisse der Vega-Expedition, von Mitgliedern der Expedition u. anderen Forschern bearbeitet, Leipzig, Brockhaus, 519-529
- Kramer, 1895 : Über zwei von Herrn Dr. F. Stuhlmann in Ostafrika gesammelte Gamasiden, in: Beiheft z. Jb. der Hamburg. Wiss. Anstalten, 12
- Kramer, 1895 : Über die Benennung einiger Arrenurus-Arten, in: Zool. Anz., 18, 465, 1-5
- Kramer, 1896 : Giovanni Canestrini u. E. Trouessart, in: Zool. Centralblatt, 491-493
- Kramer, 1896 : Über eine neue Pelzmilbe des Bibers (Haptosoma truncatum nov. ge. sp.), in: Zool. Anz., 19, 134-136
- Kramer, 1896 : Neue Acariden von der Insel Borkum, ebda., 19, 444-448
- Kramer, 1897 : Zwei neue Oribatiden von der Insel Borkum, ebda., 20, 535-536
- Kramer, 1897 : Grönländische Milben, in: Bibliotheca Zoologica, hrsg. v. Rudolf Leuckart u. Carl Chun, Stuttgart, Nägele, Bd. 8, H. 19, 3, 77-83
- Kramer, 1897 : Trombididen aus Madagaskar, in: Abh. d. Senckenbergischen Naturforsch. Ges., Bd. 21: Alfred Voeltzkow: Wiss. Ergebnisse der Reisen in Madagaskar u. Ost-Afrika 1889-1895, Frankfurt, Diesterweg, 209-211
- Kramer, 1898 : Acariden, in: Ergebnisse d. Hamburger Magalhaensischen Sammelreise 1892/93, 2. Arthropoden, Hamburg, Friedrichsen, Lfg. 3,3, 1-40
- Kramer & Canestrini, 1899 : Demodicidae und Sarcoptidae, Berlin, Friedländer